# Megamoera borealis
Megamoera borealis är en kräftdjursart som beskrevs av Jarrett och Edward Lloyd Bousfield 1996. Megamoera borealis ingår i släktet Megamoera och familjen Melitidae. Inga underarter finns listade i Catalogue of Life.